# جاين باول
جاين باول (19 يناير 1957 في المملكة المتحدة - ) (بالإنجليزية: Jane Powell)‏ هي لاعبة كريكت بريطانية. شاركت مع منتخب إنجلترا للكريكت.

## وصلات خارجية
- جاين باول على موقع إي آس بي آن كريك إنفو (الإنجليزية)